# Anja Arndt

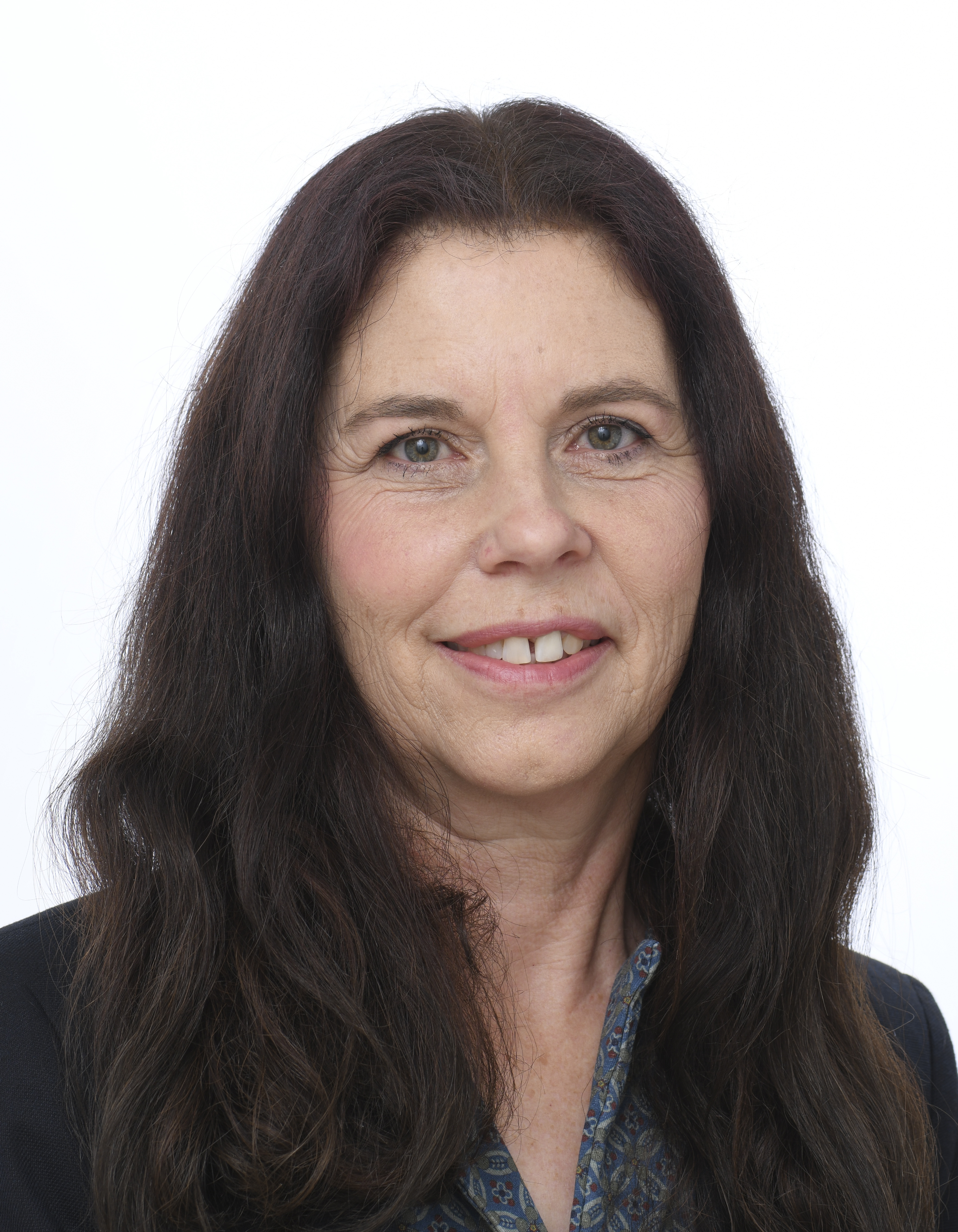
Anja Arndt (2024)

Anja Regine Arndt (* 10. Januar 1966 in Groß Neßhausen, Tettens, Wangerland) ist eine deutsche Politikerin (AfD) und seit 2024 Mitglied des Europäischen Parlaments.

## Leben
Arndt lebt in Nortmoor und arbeitet als Mini-Jobberin in der Unternehmensberatung ihres Mannes. Sie absolvierte ein Lehramtsstudium für die Gymnasiale Oberstufe für Politik, Wirtschaft und Sport. Sie ist verheiratet und hat vier Kinder.

## Politische Laufbahn
2018 trat Arndt in die AfD ein und ist dort seit 2022 Kreisvorsitzende der AfD Ostfriesland.
Bei der Europawahl 2024 kandidierte sie als niedersächsische Spitzenkandidatin. Da die AfD zur Europawahl eine bundesweite Liste aufstellte, kandidierte Arndt dort auf Listenplatz 13. Mit diesem konnte sie ein Mandat erringen. Sie ist in der 10. Legislaturperiode (2024–2029) Mitglied im Ausschuss für Umweltfragen, öffentliche Gesundheit und Lebensmittelsicherheit sowie stellvertretendes Mitglied im Fischereiausschuss und im Ausschuss für bürgerliche Freiheiten, Justiz und Inneres. Sie ist zudem Mitglied der Delegation für die Zusammenarbeit im Norden und für die Beziehungen zur Schweiz und zu Norwegen, im Gemischten Parlamentarischen Ausschuss EU-Island und im Gemischten Parlamentarischen Ausschuss Europäischer Wirtschaftsraum (EWR) und stellvertretendes Mitglied der Delegation in der Paritätischen Parlamentarischen Versammlung OAKPS-EU.

## Politische Positionen

### Migration
Arndt sieht die „unkontrollierte Massenmigration“ als Gefahr für die innere Sicherheit, das Sozialsystem, das Bildungssystem und die Wirtschaft. Daher fordert sie mehr Grenzschutz.

### Klimapolitik
Arndt leugnet den menschengemachten Klimawandel und hält diesen für einen „ganz natürlichen Temperaturanstieg“.

### Rassismus
Arndt möchte zwischen „rassistischen Aussagen“ und einem „rassistischen Weltbild“ differenzieren. Ihrer Meinung nach gibt es in der AfD keine Personen mit einem solchen Weltbild.